# Hamadasuchus
Hamadasuchus – rodzaj krokodylomorfa z grupy Peirosauridae żyjącego w późnej kredzie na terenach współczesnej Afryki. Gatunek typowy rodzaju, Hamadasuchus rebouli, został opisany w 1994 roku przez Érica Buffetauta w oparciu o niekompletną lewą kość zębową z sześcioma zębami (MDE C001) odkrytą w datowanych na alb–cenoman osadach na pustyni Hamada w południowym Maroku. W 1999 roku Larsson i Sidor opisali zęby H. rebouli pochodzące z górnych warstw Kem Kem w Maroku. Sugerują one, że Hamadasuchus miał stosunkowo heterodontyczne uzębienie, z trzema występującymi u niego morfotypami. W 2007 roku Larsson i Sues opisali znakomicie zachowane skamieniałości kilku okazów, w tym niemal kompletną czaszkę dużego osobnika (ROM 52620), co pozwoliło na dokładniejsze poznanie osteologii czaszki Hamadasuchus i jego pozycji filogenetycznej. Widziana od strony grzbietowej czaszka przypomina trójkąt o wydłużonych ramionach. Cechuje się ona długim pyskiem – u ROM 52620 stanowił około 70% długości czaszki, mierząc 22,8 cm z około 32,5 cm. Na lewej stronie czaszki ROM 52620 nie występuje okno przedoczodołowe, jednak niewielki, mierzący około 6 mm średnicy otwór znajduje się na jej prawej stronie.
Początkowo Buffetaut zaklasyfikował Hamadasuchus rebouli do rodziny Trematochampsidae, jednak później wielu autorów kwestionowało jej monofiletyzm. Według analizy filogenetycznej przeprowadzonej przez Larssona i Suesa Hamadasuchus należy do rodziny Peirosauridae jako takson siostrzany pozostałych jej przedstawicieli. Peirosauridae wraz z rodziną Sebecidae należały do kladu Sebecia. Przynależność Hamadasuchus do Sebecia potwierdziła również późniejsza analiza Sereno i Larssona, jednak inni autorzy, np. Turner i Sertich (2010), nie wyróżniają Sebecia, ale zgadzają się z przynależnością Hamadasuchus do Peirosauridae.